# Cheiracanthium fibrosum
Cheiracanthium fibrosum là một loài nhện trong họ Miturgidae.
Loài này thuộc chi Cheiracanthium. Cheiracanthium fibrosum được miêu tả năm 1994 bởi Zhang, Hu & Zhu.